# 정부경남지방합동청사
정부경남지방합동청사(政府慶南地方合同廳舍)는 대한민국 각 부처의 특별지방행정기관 중 경상남도에 소재하는 행정기관의 사무 공간을 통합하여 행정 업무의 효율성을 확보하기 위해 설치한 건축물이다. 각 기관별 사무공간 배정과 합동청사 유지 및 관리 업무는 대한민국 행정자치부 정부청사관리소 소속 경남청사관리소에서 수행한다. 경상남도 창원시 마산합포구 제2부두로 10에 위치하고 있다.

## 연혁
- 2013년 6월 18일 정부경남지방합동청사 개청식[4]

•최초 정부마산지방합동청사로 기획,발주, 건설되었으나 준공 및 개청당시 통합창원시 출범으로 마산시가 소멸되어 유일하게 도시명이 아닌 경남이란 명칭으로 변경함.
(마산지역 민심악화를 우려해 정부창원지방합동청사란 명칭은 쓰지 않은 것으로 알려짐)

## 입주 기관
- 마산지방해양항만청
- 경남동부보훈지청
- 마산세관
- 국립마산검역소
- 창원출입국관리사무소
- 농림축산검역본부 영남지역본부 창원사무소
- 창원해양경찰서 마산파출소
- 남해지방해양경찰청 마산항 해상교통관제센터

## 별관

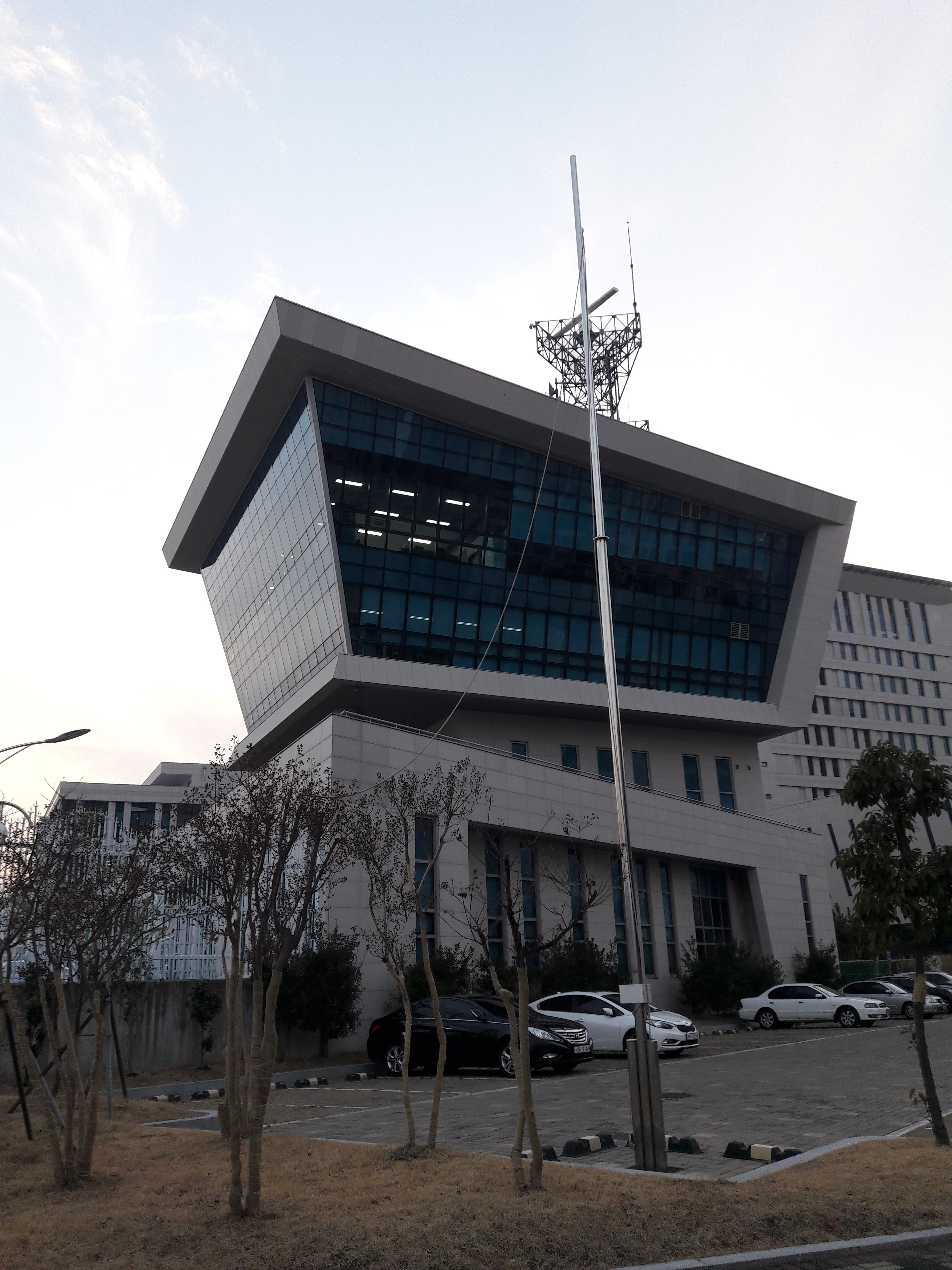
항만동
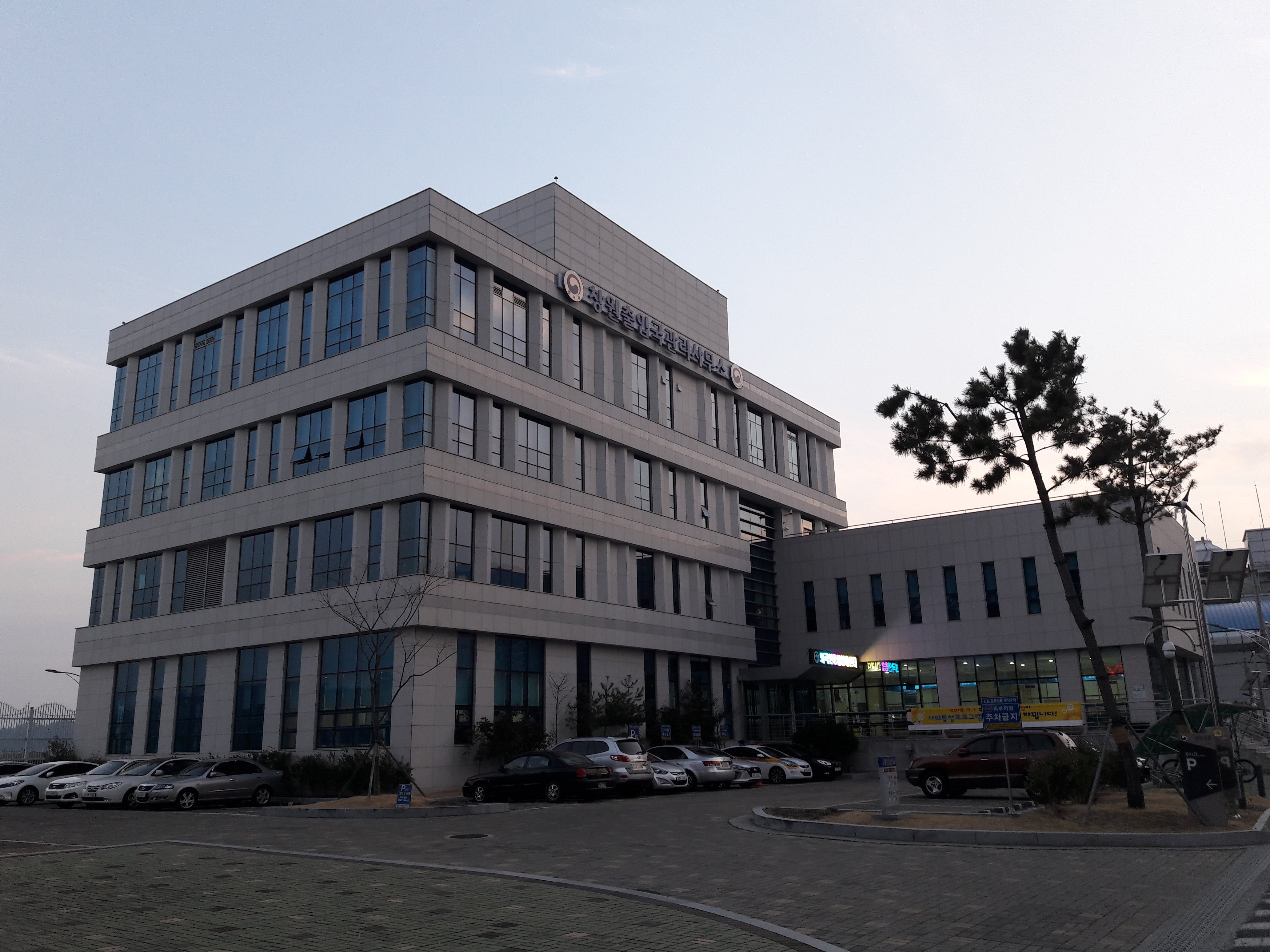
출입국동

## 같이 보기
- 정부광주지방합동청사
- 정부대구지방합동청사
- 정부제주지방합동청사
- 정부춘천지방합동청사